# Dipartimento di Las Colonias
Las Colonias è un dipartimento argentino, situato nella parte centrale della provincia di Santa Fe, con capoluogo Esperanza.
Esso confina a nord con il dipartimento di San Cristóbal, a est con i dipartimenti di San Justo e La Capital; a sud con i dipartimenti di San Jerónimo e San Martín; e a ovest con quello di Castellanos.
Secondo il censimento del 2001, su un territorio di 6439 km², la popolazione ammontava a 95 202 abitanti, con un aumento demografico del 10,64% rispetto al censimento del 1991.
Il dipartimento è suddiviso in 37 distretti (distritos), con questi municipi (municipios) o comuni (comunas):
- Colonia Cavour
- Colonia San José
- Cululú
- Elisa
- Empalme San Carlos
- Esperanza
- Felicia
- Franck
- Grutly
- Hipatía
- Humboldt
- Ituzaingó
- Jacinto L. Aráuz
- La Pelada
- Las Tunas
- María Luisa
- Matilde
- Nuevo Torino
- Pilar
- Progreso
- Providencia
- Pujato Norte
- Rivadavia
- Sa Pereira
- San Agustín
- San Carlos Centro
- San Carlos Norte
- San Carlos Sud
- San Jerónimo del Sauce
- San Jerónimo Norte
- San Mariano
- Santa Clara de Buena Vista
- Santa María Centro
- Santa María Norte
- Santo Domingo
- Sarmiento
- Soutomayor